# Больше-Варандинское сельское поселение
Больше-Варандинское се́льское поселе́ние — муниципальное образование в Шатойском районе Чеченской Республики Российской Федерации.
Административный центр — село Большие Варанды.

## География
Находится на юге республики в Аргунском ущелье

## Население
| 2010 | 2012 | 2013 | 2014 | 2015 | 2016 | 2017 |
| ---- | ---- | ---- | ---- | ---- | ---- | ---- |
| 728  | ↗742 | →742 | ↗747 | ↗754 | ↗765 | ↗774 |
| 2018 | 2019 | 2020 | 2021 | 2023 | 2024 |      |
| ↘773 | ↗784 | ↗799 | ↘652 | ↗669 | ↗681 |      |

## Состав сельского поселения
| № | Населённый пункт | Тип населённого пункта       | Население |
| - | ---------------- | ---------------------------- | --------- |
| 1 | Большие Варанды  | село, административный центр | ↗470      |
| 2 | Сюжи             | село                         | ↗258      |